# Fast Food Song
Fast Food Song ist ein Pop-Song der Gruppe Fast Food Rockers aus dem Jahr 2003. Der Refrain basiert auf dem marokkanischen Volkslied A Ram Sam Sam. Er erwähnt die Fast-Food-Restaurants McDonald’s, Kentucky Fried Chicken und Pizza Hut. Burger Dance von DJ Ötzi mit nahezu identischen Text und identischer Melodie, welcher aber einen Monat früher erschien, hat ebenfalls das Kinderlied als Vorbild.

## Entstehung und Veröffentlichung
Der Song wurde von Mike Stock, Steve Crosby, Sandy Rass, Eric Dikeb, Martin Neumayer und Bob Patmore geschrieben und von Stock, Crosby und Rass produziert. Er wurde im Juni 2003 als Lead-Single von ihrem Album It’s Never Easy Being Cheesy veröffentlicht. Allerdings existierte bereits zuvor eine niederländische Version von Eric Dikeb. Jedoch war die englische Version die erste, die die Charts erreichte.

## Rezeption
Das Lied war in Großbritannien sehr erfolgreich und erreichte Platz zwei der Charts sowie Platz eins in Schottland. Der Song erzielte auch mit Platz 24 in Irland und Platz 56 in Australien weitere kleinere Charterfolge. Das Lied ist umstritten, weil es angeblich den übermäßigen Konsum von Fastfood durch Kinder fördert, weshalb einige Radiosender in Großbritannien es nicht spielten. Der Fast-Food-Song wurde jedoch auch in einigen Werbekampagnen für Fast-Food-Restaurants im Vereinigten Königreich verwendet.

## Chartplatzierungen
| ChartsChartplatzierungen     | Höchstplatzierung | Wochen |
| ---------------------------- | ----------------- | ------ |
| Vereinigtes Königreich (OCC) | 2 (14 Wo.)        | 14     |